# Stazione di Mamuntanas
La stazione di Mamuntanas è una fermata ferroviaria situata nei pressi dell'omonima località del comune di Alghero, lungo la linea tra questa città e Sassari.

## Storia

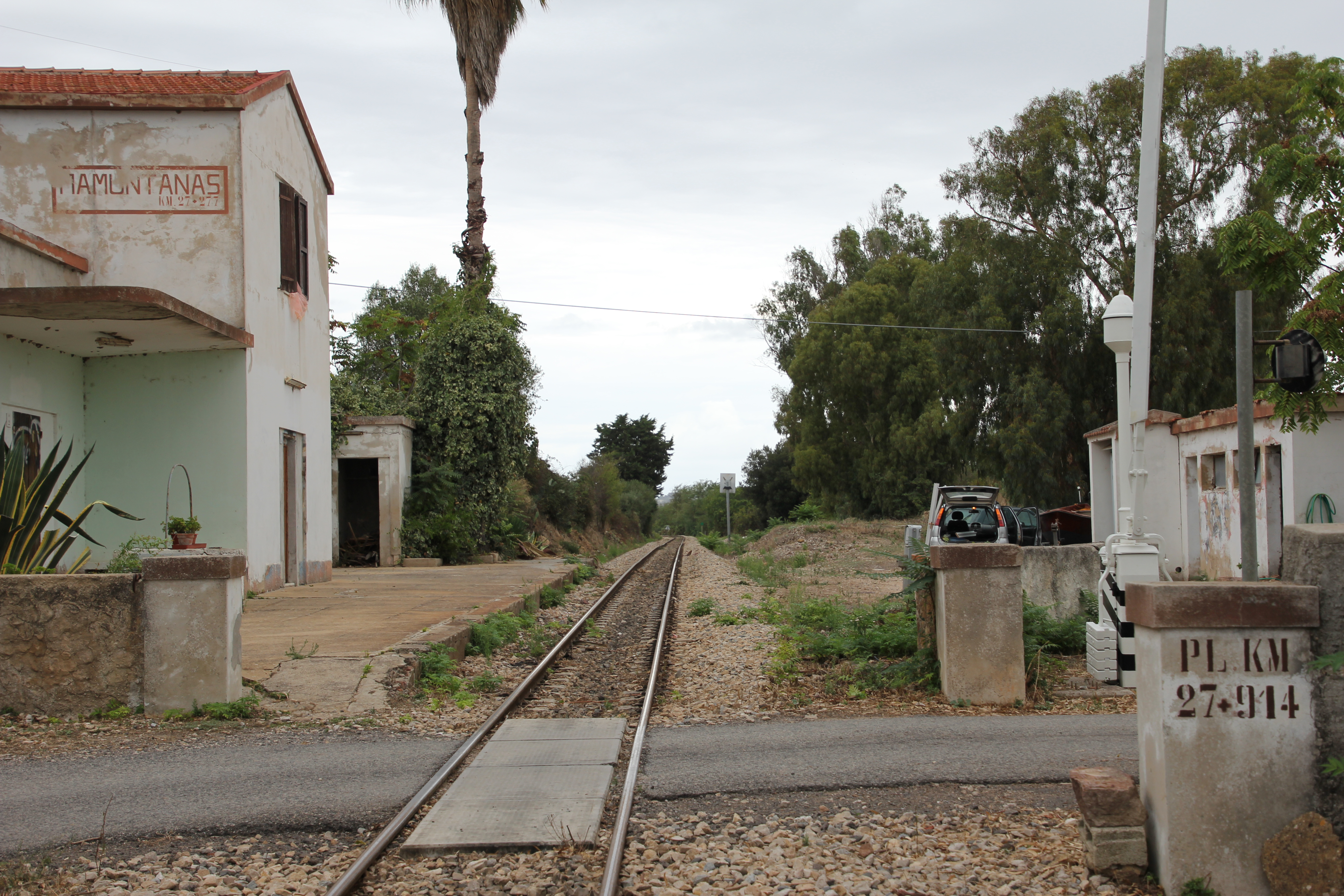
L'impianto visto in direzione Sassari: in passato alla destra del binario di corsa ne era presente uno di incrocio

Lo scalo fu realizzato dalle Strade Ferrate Secondarie della Sardegna, società che realizzò e fu primo gestore della Sassari-Alghero, e risultava in attività negli anni dieci del Novecento.
Alle SFSS nel corso degli anni si succederanno varie amministrazioni: l'impianto passò infatti alle Ferrovie Complementari della Sardegna nel 1921, a cui seguiranno le Strade Ferrate Sarde nel 1941, le Ferrovie della Sardegna nel 1989 (poi ARST Gestione FdS dal 2008) e l'ARST nel 2010. Nell'ultima parte del secolo inoltre lo scalo di Mamuntanas, che presentava originariamente caratteristiche di stazione, fu riconvertito a semplice fermata con la rimozione del binario di incrocio presente sino ad allora nell'impianto.

## Strutture e impianti

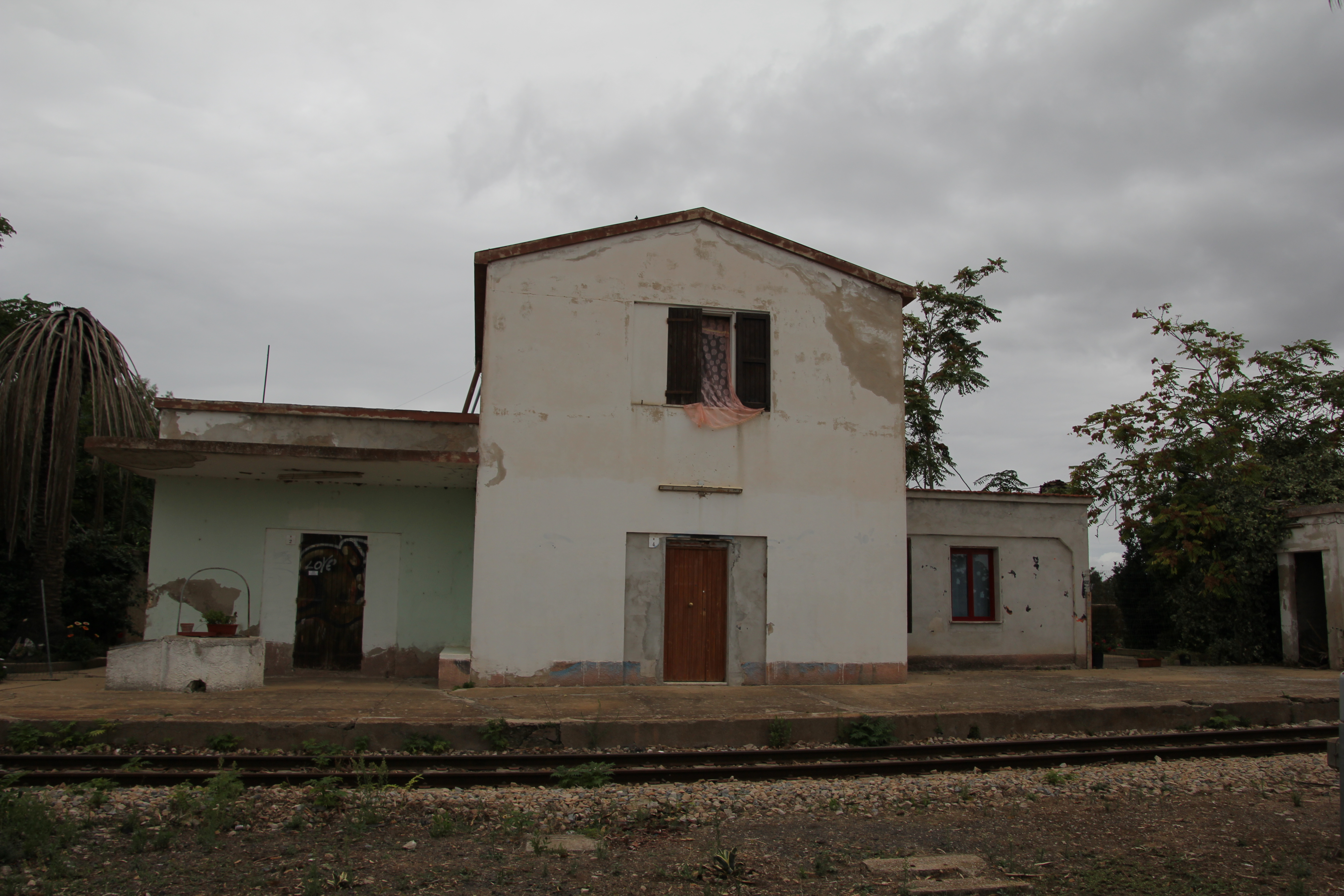
Il fabbricato viaggiatori della fermata, con davanti il binario della Sassari-Alghero e la banchina per l'incarrozzamento dei passeggeri

La fermata di Mamuntanas è dotata di un solo binario a scartamento ridotto (950 mm), servito da una banchina. Tuttavia l'impianto fu a lungo configurato come stazione, essendo stato provvisto sino a fine Novecento di un binario di incrocio.
Vari gli edifici presenti nell'impianto: il principale è il fabbricato viaggiatori, il cui corpo principale richiama le linee delle case cantoniere presenti lungo la linea: si tratta di un edificio a pianta rettangolare avente una singola luce sul lato binari e due piani di sviluppo più il tetto a falde, a cui si aggiungono due ali estese su un singolo piano. A pochi metri di distanza si trova il piccolo fabbricato delle ritirate, mentre ad est dei binari è presente un ulteriore edificio di servizio.
Lo scalo è impresenziato.

## Movimento
La fermata è servita dai treni dell'ARST in esercizio lungo la Sassari-Alghero, che consentono principalmente il collegamento con le due città capolinea e con Olmedo.

## Servizi
La fermata è dotata di una piccola sala d'attesa, disponibili in passato anche le ritirate, poi chiuse al pubblico.
- Sala d'attesa